# Corbola
Corbola (velenceiül Corbła) település Olaszországban, Veneto régióban, Rovigo megyében. Lakosainak száma 2175 fő (2023. január 1.). Corbola Adria, Ariano nel Polesine, Papozze és Taglio di Po községekkel határos.

## Népesség
A település lakossága az elmúlt években az alábbi módon változott:
| Lakosok száma | 2389 | 2372 | 2175 |
|               | 2017 | 2018 | 2023 |